# Diplethmus ribauti
Diplethmus ribauti är en mångfotingart som beskrevs av Chamberlin 1940. Diplethmus ribauti ingår i släktet Diplethmus och familjen Ballophilidae.
Artens utbredningsområde är Colombia. Inga underarter finns listade i Catalogue of Life.